# Anepsirhizomys opdykei
Anepsirhizomys opdykei é uma espécie extinta de roedor da família Spalacidae. A espécie foi descrita em 1982 a partir de restos fósseis encontrados no Paquistão.